# Савкино (Пушкиногорский район)
Савкино — деревня в городском поселении Пушкиногорье Пушкиногорского района Псковской области России.
Расположена на берегу реки Сороти, в 1 км от усадьбы А. С. Пушкина Михайловское. Городище Савкина Горка является объектом федерального значения, входит в состав Музея-заповедника А. С. Пушкина.

## История

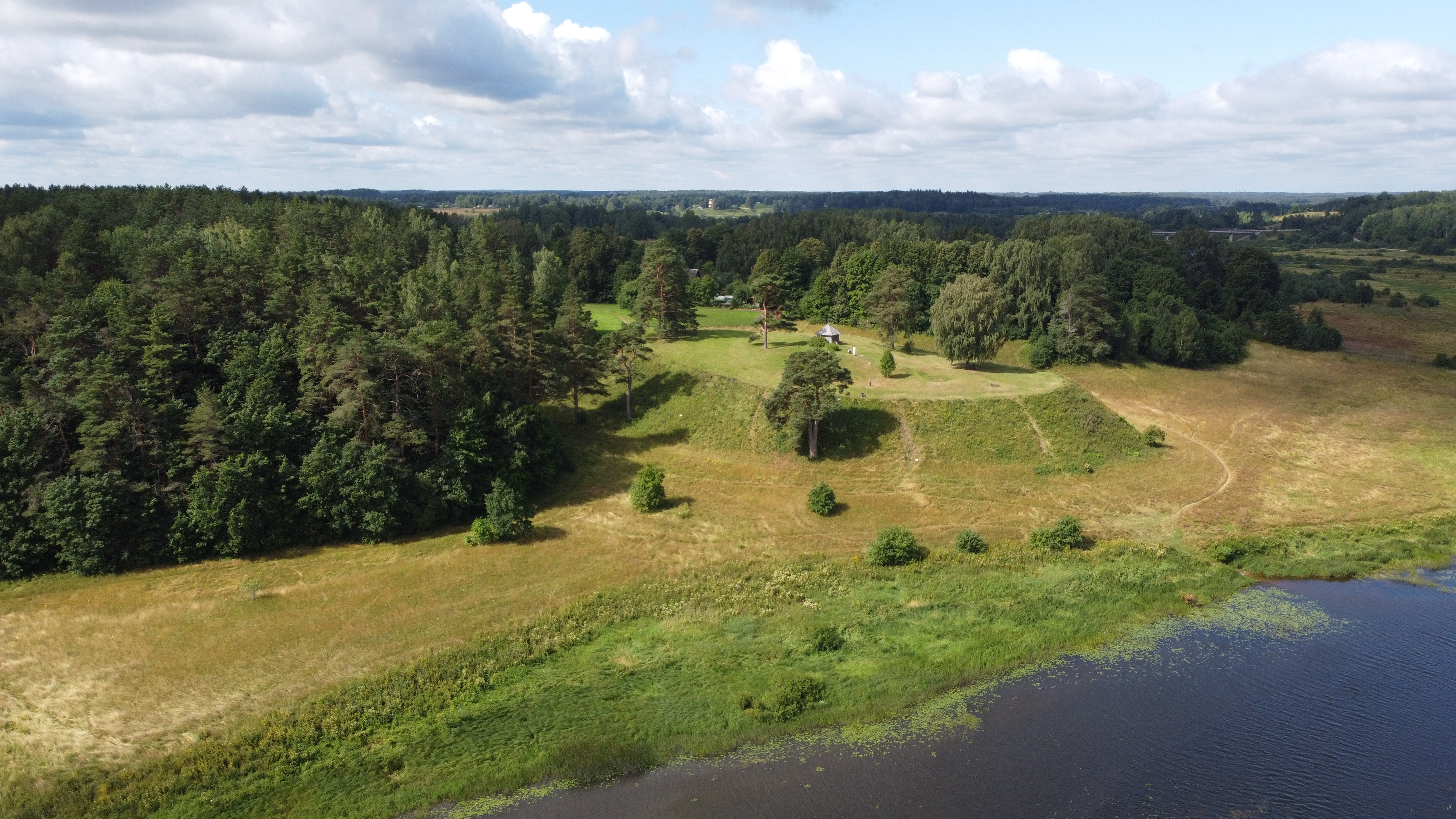
Савкина горка с воздуха

Археологические данные. свидетельствуют о том, что поселение появилось тут с IX столетия и присутствовало на данном месте до XVI века, когда во время Ливонской войны местность была опустошена войсками Стефана Батория. Предполагается, что до Ливонской войны на этом месте находился относящийся к части укреплений г. Воронич «Михайловский монастырь с Городища».
На вершине холма городища расположена восстановленная в XX веке часовня и каменные кресты, перенесенные бывшим директором государственного мемориального музея-заповедника А. С. Пушкина «Михайловское» С. С. Гейченко с других мест. На гранитном постаменте креста, стоящего около часовни, есть церковнославянская надпись: «Лета 7021 постави крест Сава поп». 7021 год соответствует в современном летоисчислении 1513 году. Сам крест, поставленный на этот постамент, родным не является, выполнен из песчаника и установлен в XX веке.
Земли, где теперь находится деревня Савкино, называлось Сафронова пустошь и принадлежала крестьянину деревни Стеймаки, что находилась в версте от Святогорского монастыря в сторону Новоржева. Возможно, его звали Сафроном, но так же звали и поверенного Тригорского помещика А. М. Вындомского, и по его имени могла быть названа пустошь, которая занимала около 30 га. С востока она граничила с озером Маленец и протокой из Маленца в реку Сороть, с севера по реке Сороть от протоки до родников, с запада находились сенокосы деревни Гайки (заливные луга), земли святогорских мещан. С юга пустошь ограничивалась «дорогой, размытой дождями». Тогда то место называлось «Кривые сосны».
Савкино было одним из любимейших мест А. С. Пушкина на Псковщине. В 1831 году он, обращаясь к хозяйке усадьбы Тригорское и прося её выступить посредницей в покупке земель на Савкино, писал: «Я просил бы Вас, как добрую соседку и дорогого друга сообщить мне, не могу ли я приобрести Савкино, и на каких условиях. Я бы выстроил себе там хижину, поставил бы свои книги и проводил бы подле добрых старых друзей несколько месяцев в году… меня этот проект приводит в восхищение и я постоянно к нему возвращаюсь…».
В 1965 году деревня Савкино была упразднена и вошла в состав Государственного музея-заповедника А.С. Пушкина «Михайловское»; на картах обозначалась как отдалённая часть Савкина Горка в составе городской черты посёлка городского типа Пушкинские Горы.
В соответствии с распоряжением Правительства Российской Федерации от 3 ноября 2014 года № 1286-р деревня Савкино была вновь создана и наименована.